# Krishna B. Athreya
Krishna Balasundaram Athreya (* 12. Dezember 1939 in Madras; † 24. März 2023 in Ames (Iowa))  war ein indischer Mathematiker, der sich mit Stochastik befasste.
Athreya studierte an der University of Madras mit dem Bachelor-Abschluss 1959 und wurde 1967 an der Stanford University bei Samuel Karlin promoviert (Limit Theorems for Multitype Continuous Time Markov Branching Processes and Some Classical Urn Schemes).  1968 wurde er Assistant Professor und später Associate Professor an der University of Wisconsin-Madison. 1971 bis 1979 war er Professor für Mathematik im Indian Institute of Science in Bangalore. Ab 1980 war er Professor an der Iowa State University, wo er Distinguished Professor wurde.
Er war Gastprofessor an der University of Wisconsin-Madison, der Australian National University, der Universität Kopenhagen und der University of Milwaukee.
Er befasste sich mit Grenzwertsätzen für Markow-Ketten, Verzweigungsprozessen (über die er eine Monographie veröffentlichte), mathematischer Statistik, Integralgleichungen und stochastischer Modellierung in Anwendungen.
Er war Fellow der Indian Academy of Sciences und des Institute of Mathematical Statistics. Ab 1978 war er Mitherausgeber der Zeitschrift für Wahrscheinlichkeitstheorie.

## Schriften
- mit Peter E. Ney: Branching Processes, Grundlehren der mathematischen Wissenschaften 196, Springer 1972